# リル・ベイビー
リル・ベイビー（英: Lil Baby、本名: Dominique Armani Jones、1994年12月3日 - ）は、アメリカ合衆国ジョージア州アトランタ出身のラッパー、歌手、ソングライター、ヒップホップミュージシャン。
2017年のミックステープ『Too Hard』の成功で広く知られるようになる。デビューアルバム『Harder Than Ever』（2018年）はアメリカでプラチナディスクに認定され、ドレイクとの楽曲「Yes Indeed」はBillboard Hot 100で最高6位を記録した。その年さらに2つのミックステープ『Drip Harder』『Street Gossip』をリリースし、全米4位と2位を記録した。ガンナとの楽曲「Drip Too Hard」が大ヒットし、アメリカで7xプラチナディスクに認定された。2作目のアルバム『My Turn』（2020年）は全米1位を獲得している。

## 来歴

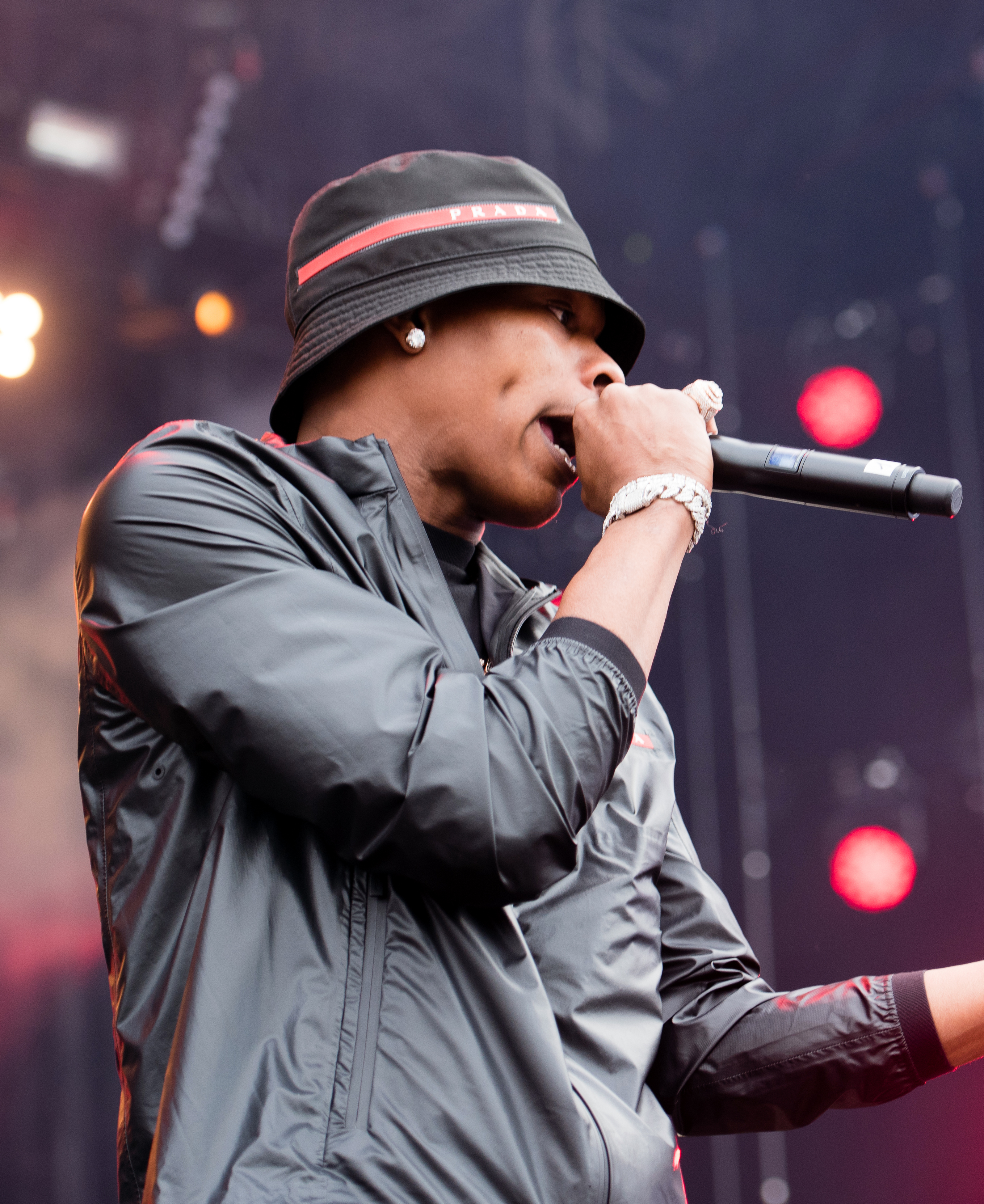
Openair Frauenfeldに出演するリル・ベイビー（2019年）

1994年12月3日、リル・ベイビーはジョージア州アトランタのオークランド・シティ地区で生まれた。2歳の時に父親が家を出て行き、リル・ベイビーと2人の姉妹はシングルマザーに育てられた。成績は優秀だったが、リル・ベイビーはトラブルを繰り返し、ブッカー・T・ワシントン高校を9年生で中退している。
度重なる逮捕の結果、2年間服役していたリル・ベイビーは刑務所から出所して間もなくの2017年4月、ヤング・サグやリル・ヨッティなどをフィーチャーしたミックステープ『Perfect Timing』をリリースする。7月18日には、2作目のミックステープ『Harder Than Hard』をリリース。10月9日には友人のMarloとのコラボ・ミックステープ『2 The Hard Way』をリリースした。12月にはミックステープ『Too Hard』をリリースし、収録曲「Freestyle」「All of a Sudden」がヒットし広く知られるようになる。
2018年5月、デビューアルバム『Harder Than Ever』をリリースし、Billboard 200で初登場3位を記録する。アルバムはアメリカでプラチナディスクに認定された。ドレイクを迎えた収録曲「Yes Indeed」はBillboard Hot 100で最高6位を記録した。10月、ガンナとのコラボレーション・ミックステープ『Drip Harder』をリリース、楽曲「Drip Too Hard」が大ヒットし、アメリカで7xプラチナディスクに認定、第62回グラミー賞では最優秀ラップ/歌唱パフォーマンス賞にノミネートされた。11月、ミックステープ『Street Gossip』をリリースし、全米2位を記録した。
2019年7月17日、リル・ベイビーはクオリティ・コントロールのアルバム『Control the Streets, Volume 2』にDaBabyとの共演曲「Baby」で参加した。同曲はBillboard Hot 100で最高21位を記録した。11月8日、ニューアルバムからのリードシングル「Woah」をリリースし、全米15位を記録する。
2020年2月28日、2作目のアルバム『My Turn』をリリース、自身初の全米1位を記録する。

## 人物

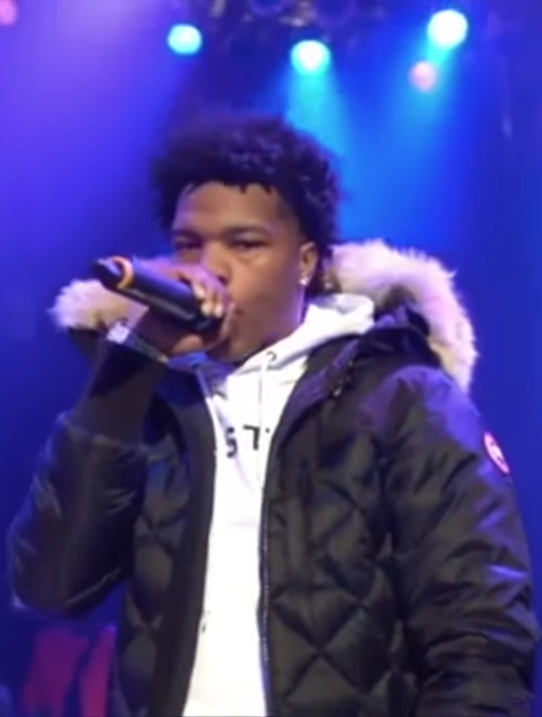
ライブでのリル・ベイビー（2018年）

### 家族
2016年、リル・ベイビーはジェイダ・チーヴスと交際を始め、2019年2月18日に2人の間に子供が誕生した。彼女は「Close Friends」のミュージックビデオに出演している。

### 銃撃事件
2020年3月8日、イングランドのバーミンガムで行われたリル・ベイビーのコンサート中、ステージの側面から銃声が聞こえ大混乱になる。2人の男性がステージに向かった直後に銃声が聞こえたと報じられたが、容疑者は逮捕されなかった。

## ディスコグラフィ
スタジオアルバム 
- Harder Than Ever (2018年)
- My Turn (2020年)
- It's Only Me （2022年）
- WHAM （2025年）
- Dominique（2025年）